# 马克斯·多里戈
马克斯·多里戈（法語：Max Dorigo，1936年9月2日—），法国篮球运动员。他曾代表法国参加1960年夏季奥运会男子篮球比赛，最终获得第十名。他也曾在1959年欧洲篮球锦标赛上收获一枚铜牌。